# Ego zvali Robert
Ego zvali Robert (Его звали Роберт) è un film del 1967 diretto da Il'ja Saulovič Ol'švanger.